# 下別斯佳赫
下别斯佳赫（羅馬化：Nizhniy Bestyakh）是俄罗斯萨哈共和国的市级镇、梅吉诺坎加拉斯区行政中心，位于勒拿河右岸，河对岸即共和国首府雅库茨克。
该地2021年人口有4,387人；2010年人口3,518；2002年人口3,327；1989年人口3,997。